# Chromonephthea exosis
Chromonephthea exosis är en korallart som beskrevs av van Ofwegen 2005. Chromonephthea exosis ingår i släktet Chromonephthea och familjen Nephtheidae. Inga underarter finns listade i Catalogue of Life.